# 516-й истребительный авиационный полк
516-й истребительный авиационный полк (516-й гв. иап) — воинская часть Военно-Воздушных сил (ВВС) Вооружённых Сил РККА, принимавшая участие в боевых действиях Великой Отечественной войны.

## Наименования полка
- 516-й истребительный авиационный полк
- 153-й гвардейский истребительный авиационный полк
- 153-й гвардейский Сандомирский истребительный авиационный полк
- 153-й гвардейский Сандомирский ордена Александра Невского истребительный авиационный полк
- 153-й гвардейский Сандомирский орденов Богдана Хмельницкого и Александра Невского истребительный авиационный полк
- Полевая почта 21833

## Создание полка
516-й истребительный авиационный полк создан 23 сентября 1941 года в Приволжском военном округе при 8-м запасном авиаполку в Багай-Барановке Саратовской области на самолётах Як-1.

## Переименование полка
516-й истребительный авиационный полк 5 февраля 1944 года за образцовое выполнение боевых задач и проявленные при этом мужество и героизм на основании Приказа НКО СССР переименован в 153-й гвардейский истребительный авиационный полк.

## В действующей армии
В составе действующей армии:
- с 25 января 1942 года по 5 февраля 1942 года
- с 12 мая 1942 года по 17 февраля 1943 года
- с 28 мая 1943 года по 5 февраля 1944 года

## Командиры полка
- майор Тепляков Вакх Петрович[3] (23 сентября 1941 — апрель 1942)
- подполковник Семёнов Дмитрий Афанасьевич[3] (23 апреля 1942 — 6 ноября 1942)
- майор Талдыкин Иван Гордеевич[3] (17 декабря 1942 — 3 мая 1943)
- майор Мочалин Александр Иванович[3] (13 мая 1943 — 3 декабря 1943)
- майор Матиенко Пётр Андреевич (погиб)[3] (8 декабря 1943 — 15 октября 1944)

## В составе соединений и объединений
| Период        | Фронт (округ)             | армия                              | корпус                                       | дивизия                                             | примечание                           |
| ------------- | ------------------------- | ---------------------------------- | -------------------------------------------- | --------------------------------------------------- | ------------------------------------ |
| 23.09.1941 г. | Приволжский военный округ | ВВС округа                         |                                              | 8-й запасной истребительный авиационный полк        | Як-1                                 |
| 23.10.1941 г. | ПВО                       | Куйбышевский дивизионный район ПВО |                                              | 141-я истребительная авиационная дивизия            | Як-1                                 |
| 01.01.1942 г. | Московский военный округ  | Резерв ВГК                         | авиация резерва ВГК                          |                                                     | Монино Як-1                          |
| 25.01.1942 г. | Западный фронт            | ВВС фронта                         |                                              |                                                     | Монино Як-1                          |
| 05.02.1942    | Московский военный округ  | ВВС округа                         | Резерв ВГК                                   | 2-я резервная авиационная бригада                   | Як-1                                 |
| 24.04.1942    | Московский военный округ  | ВВС округа                         | Резерв ВГК                                   | 4-я резервная авиационная бригада                   | Як-1                                 |
| 12.05.1942 г. | Западный фронт            | 1-я воздушная армия                |                                              | 215-я смешанная авиационная дивизия                 | Як-1                                 |
| 20.06.1942 г. | Западный фронт            | 1-я воздушная армия                |                                              | 203-я истребительная авиационная дивизия            | Як-1                                 |
| 24.02.1943 г. | Резерв ВГК                |                                    |                                              | 203-я истребительная авиационная дивизия            | на доукомлектовании, Ярославль, Як-1 |
| 13.05.1943 г. | Воронежский фронт         | 2-я воздушная армия                | 5-й смешанный авиационный корпус             | 203-я истребительная авиационная дивизия            | Як-1                                 |
| 20.06.1943 г. | Воронежский фронт         | 2-я воздушная армия                | 1-й штурмовой авиационный корпус             | 203-я истребительная авиационная дивизия            | Як-1                                 |
| 23.07.1943 г. | Степной фронт             | 5-я воздушная армия                | 1-й штурмовой авиационный корпус             | 203-я истребительная авиационная дивизия            | Як-1                                 |
| 20.10.1943 г. | 2-й Украинский фронт      | 5-я воздушная армия                | 1-й штурмовой авиационный корпус             | 203-я истребительная авиационная дивизия            | Як-1                                 |
| 05.02.1944 г. | 2-й Украинский фронт      | 5-я воздушная армия                | 1-й гвардейский штурмовой авиационный корпус | 12-я гвардейская истребительная авиационная дивизия | переименован в гвардейский, Як-1     |

## Участие в сражениях и битвах
- Погорело-Городищенская операция — с 30 июля 1942 года по 23 августа 1942 года.
- Белгородско-Харьковская операция — с 3 августа 1943 года по 23 августа 1943 года.
- Кировоградская операция — с 5 января 1944 года по 16 января 1944 года.
- Корсунь-Шевченковская операция — с 24 января 1944 года по 5 февраля 1944 года.

## Благодарности Верховного Главнокомандующего
Верховным Главнокомандующим дивизии объявлены благодарности:
- За овладение городом Знаменка[4]

## Первая известная воздушная победа полка
Первая известная воздушная победа полка в Отечественной войне одержана 28 мая 1942 года группой из 4 Як-1 (ведущий капитан Бочаров) в воздушном бою в районе Всходы сбит немецкий истребитель Ме-109.

## Отличившиеся воины полка
- Андрианов Илья Филиппович, капитан, командир эскадрильи 153-го гвардейского истребительного авиационного полка 12-й гвардейской истребительной авиационной дивизии 1-го гвардейского штурмового авиационного корпуса 5-й воздушной армии 19 августа 1944 года Указом Президиума Верховного Совета СССР удостоен звания Герой Советского Союза. Золотая Звезда № 4276
- Гнездилов Иван Фёдорович, старший лейтенант, заместитель командира эскадрильи 153-го гвардейского истребительного авиационного полка 12-й гвардейской истребительной авиационной дивизии 1-го гвардейского штурмового авиационного корпуса 5-й воздушной армии 19 августа 1944 года Указом Президиума Верховного Совета СССР удостоен звания Герой Советского Союза. Золотая Звезда № 4279
- Гришин Алексей Никонович, капитан, командир эскадрильи 153-го гвардейского истребительного авиационного полка 12-й гвардейской истребительной авиационной дивизии 1-го гвардейского штурмового авиационного корпуса 2-й воздушной армии 27 июня 1945 года Указом Президиума Верховного Совета СССР удостоен звания Герой Советского Союза. Золотая Звезда № 4822
- Токаренко Михаил Кузьмич, капитан, штурман 153-го гвардейского истребительного авиационного полка 12-й гвардейской истребительной авиационной дивизии 1-го гвардейского штурмового авиационного корпуса 2-й воздушной армии 10 апреля 1945 года Указом Президиума Верховного Совета СССР удостоен звания Герой Советского Союза. Золотая Звезда № 6086
- Харчистов Виктор Владимирович, капитан, командир эскадрильи 153-го гвардейского истребительного авиационного полка 12-й гвардейской истребительной авиационной дивизии 1-го гвардейского штурмового авиационного корпуса 2-й воздушной армии 27 июня 1945 года Указом Президиума Верховного Совета СССР удостоен звания Герой Советского Союза. Золотая Звезда № 4840
- Чудбин Леонид Сергеевич, старший лейтенант, заместитель командира эскадрильи 153-го гвардейского истребительного авиационного полка 12-й гвардейской истребительной авиационной дивизии 1-го гвардейского штурмового авиационного корпуса 2-й воздушной армии 10 апреля 1945 года Указом Президиума Верховного Совета СССР удостоен звания Герой Советского Союза. Золотая Звезда № 6087
- Матиенко Пётр Андреевич, майор, командир полка, Указом Президиума Верховного Совета СССР 4 февраля 1944 года удостоен звания Герой Советского Союза будучи штурманом 270-го истребительного авиационного полка 203-й истребительной авиационной дивизии 1-го штурмового авиационного корпуса 5-й воздушной армии. Золотая Звезда № 1465

## Статистика боевых действий
Всего за годы Великой Отечественной войны полком:
| Выполнено боевых вылетов | Сбито самолётов в воздухе | Уничтожено самолётов всего |
| ------------------------ | ------------------------- | -------------------------- |
| более 2500               | 182                       | 182                        |

Свои потери за 1942—1943 гг.:
| Потеряно самолётов, всего | Погибло лётчиков всего |
| ------------------------- | ---------------------- |
| 79                        | 40                     |

## Самолёты на вооружении
| Период      | Самолёты |
| ----------- | -------- |
| 1942 — 1944 | Як-1     |